# Guildhall School of Music and Drama
Guildhall School of Music and Drama è un'istituzione scolastica indipendente di musica e dramma fondata a Londra nel 1880 affiliata alla City University.

## Storia
La prima sede della Guildhall School era ubicata in un magazzino vicino alla chiesa di St Mary Aldermanbury, ma divenne presto troppo piccola per ospitare le attività scolastiche. Venne costruito quindi un edificio di dimensioni adeguate a  John Carpenter Street su progetto dell'architetto Sir Horace Jones inaugurato nel dicembre 1886. Esso era di proprietà della City of London Corporation e prese il nome dalla sede della corporazione dei mestieri, Guildhall, anche se non fu mai ubicata in quel posto. Prima del 1935 era nota come Guildhall School of Music. Dal 1977 è stata trasferita nei pressi del Barbican Arts Centre nel Barbican Complex.

## Oggi
La scuola offre due livelli di insegnamento equivalenti ad una scuola media superiore e ad un'università oltre che alla Junior Guildhall, una scuola aperta soltanto il sabato per studenti dai quattro ai diciotto anni
La scuola dispone di un teatro capace di 308 posti a sedere per la rappresentazione di opere e drammi, sala da concerto e sala per recital. Inoltre, gli studenti della scuola si esibiscono anche in altre sale della città di Londra, e fra queste il Barbican Centre, il Bridewell Theatre (off Fleet Street), il Soho Theatre, lo Swan (Stratford) e il Royal Court.